# Minnesota Vikings
(Max Winter, 27 settembre 1960)
I Minnesota Vikings Football, LLC, più semplicemente noti come Minnesota Vikings, sono una squadra professionistica di football americano della NFL con sede a Minneapolis. Furono fondati il 28 gennaio 1960 da 5 uomini d'affari di Minneapolis, Saint Paul e Duluth, e rappresentano il Minnesota nel football professionistico. Competono nella North Division della National Football Conference e sono la 14ª squadra per numero di partecipazioni al campionato NFL con 55 presenze all'attivo (dato aggiornato alla stagione 2016).
Il loro miglior risultato è rappresentato dalla vittoria del campionato NFL 1969 (precedente alla fusione tra AFL e NFL del 1970), a seguito della quale furono sconfitti 23-7 per mano dei Kansas City Chiefs al Super Bowl IV. I Vikings sono stati inoltre la prima franchigia dell'NFL ad aver giocato e perso quattro Super Bowl (risultato eguagliato in seguito dai Buffalo Bills e dai New England Patriots e superato dai Denver Broncos, anche se queste ultime due sono state più volte anche vincitrici), e sono pertanto all'11º posto (pari merito con Indianapolis Colts e Buffalo Bills) tra le franchigie della NFL, ed al 6º tra quelle della NFC, con più apparizioni alla finalissima.
In base a quanto emerso da un sondaggio di Harris Interactive pubblicato ad ottobre 2013, i Vikings risultano essere al 13º posto tra le franchigie della NFL più popolari negli Stati Uniti, mentre in un altro sondaggio condotto da testate della Sun Media sono risultati la prima squadra della NFL più sostenuta nel Canada. 
Al 2024, secondo la rivista Forbes, il valore dei Vikings è di circa 5,05 miliardi di dollari, ventunesimi tra le franchigie della NFL.

## Storia

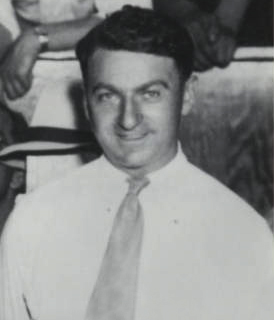
Max Winter, uno dei 5 fondatori dei Minnesota Vikings.

I Minnesota Vikings nacquero il 28 gennaio 1960 a Miami dove i proprietari delle franchigie della NFL erano riuniti per assegnare due nuove licenze. Membri fondatori della franchigia furono tre uomini di affari di Minneapolis (Bill Boyer, H.P. Skoglund e Max Winter), uno di St. Paul (Bernie Ridder jr.) ed uno di Duluth (Ole Haugsrud). Il 27 settembre 1960 il nome Minnesota Vikings diventa ufficiale: fu Bert Rose, primo general manager della franchigia, a suggerirlo in quanto secondo lui il nome doveva sia trasmettere terrore negli avversari e suonare vincente alla squadra e ai propri tifosi, sia essere radicato nel territorio, e Vikings lo era anche in tal senso poiché il Minnesota è uno tra gli stati americani col più alto tasso di immigrati scandinavi. Primo presidente della franchigia fu Bill Boyer mentre per ricoprire la carica di primo capo allenatore fu scelto l'ex-quarterback degli Eagles, Norm Van Brocklin.

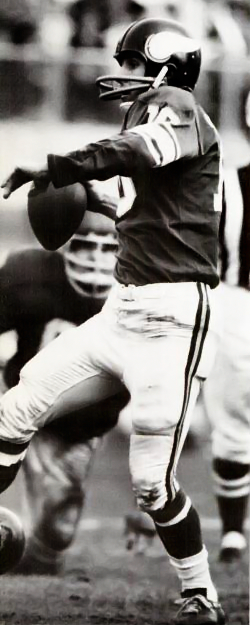
Il QB Fran Tarkenton, MVP della NFL nel 1975.

 Nonostante un debutto fragoroso in NFL, con una vittoria a sorpresa sui Chicago Bears per 13-37, la gestione Van Brocklin si rivelò molto deludente e tormentata, in quanto in 6 stagioni i Vikings riuscirono solo una volta a conseguire un record positivo (nella stagione 1964) e più in generale non riuscirono mai ad accedere alla post-season, ragion per cui Van Brocklin arrivò a rassegnare le dimissioni ben due volte. La prima nel 1965, a stagione in corso, per poi tornare sui suoi passi, e la seconda al termine del 1967, ennesima stagione fallimentare chiusa all'ultimo posto di Division con un 3-8-3. Tale ciclo lasciò comunque anche qualcosa di buono come i numerosi giovani che avrebbero costituito l'ossatura del più importante ciclo della franchigia, dal quarterback Fran Tarkenton, tuttora considerato il più grande quarterback della storia dei Vikings, al defensive tackle Gary Larsen passando per i defensive end Jim Marshall e Carl Eller, 3/4 della famosa e temuta defensive line dei Vikings degli anni '70 denominata Purple People Eaters. Inoltre nel 1965 Max Winter subentrò a Bill Boyer nella presidenza della franchigia, ruolo che avrebbe ricoperto fino al 1987.
Per sostituire il dimissionario Van Brocklin la dirigenza ingaggiò Bud Grant, un capo allenatore che non aveva esperienza in NFL ma che nel contempo aveva condotto i Winnipeg Blue Bombers alla vittoria di ben 4 Grey Cup nella Canadian Football League. Grant dovette ben presto far fronte ad un problema di non poco conto, ovvero la partenza di Tarkenton, scambiato con i New York Giants per 2 prime e 2 seconde scelte nelle edizioni del Draft NFL tra il 1967 ed il 1969, usate per portare in Minnesota giocatori del calibro di Ron Yary ed Ed White. Egli seppe trovare un valido sostituto in Joe Kapp, il quale però, purtroppo per loro, arrivò solo a stagione in corso quando la situazione era già compromessa e, pur a fronte di una buona manovra di attacco che seppe dare alla squadra, non poté evitare ai Vikings di chiudere la stagione con un misero record di 3-8-3. Le cose andarono decisamente meglio l'anno successivo quando i Vikings riuscirono finalmente a conquistare il primo titolo divisionale della loro storia, uscendo in seguito ai playoff per mano dei Baltimore Colts che seppero imporsi a Baltimora per 14-24.

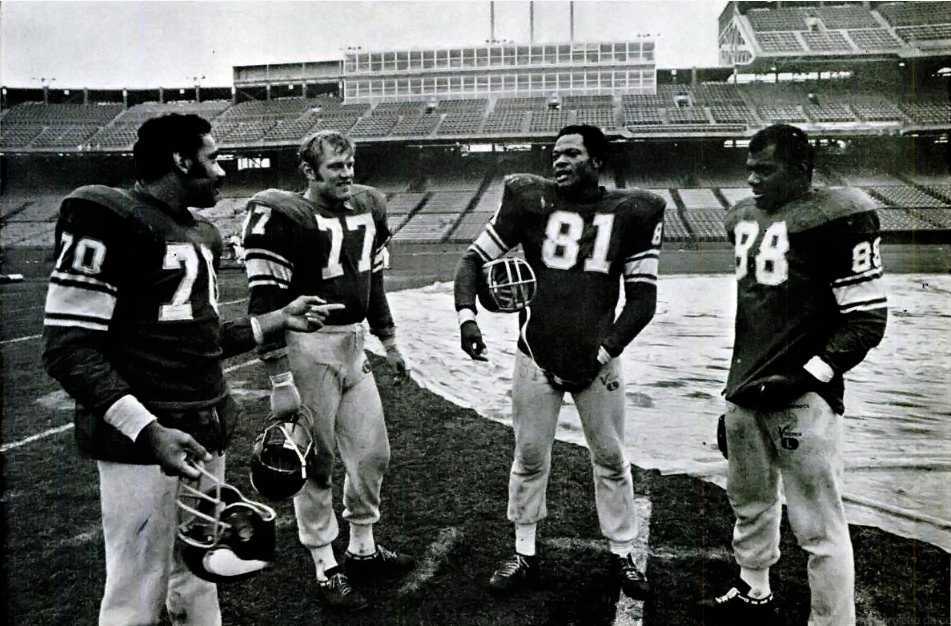
I Purple People Eaters, una delle defensive line più forti di sempre nella storia della NFL.

 Il 1969 vide invece i ragazzi di Grant assoluti protagonisti della stagione regolare, nella quale risultarono la miglior squadra di tutta la NFL con un record di 12-2-0, e della post-season, in cui in due incontri casalinghi prima ebbero ragione dei Los Angeles Rams per 20-23 ed in seguito dei Cleveland Browns per 27-7, nella finale che assegnava il titolo di campioni NFL. Giunti quindi alla finale del Super Bowl IV, in cui erano dati ampiamente per favoriti, furono a sorpresa sconfitti per 7-23 dai Kansas City Chiefs, campioni in carica della AFL dei.

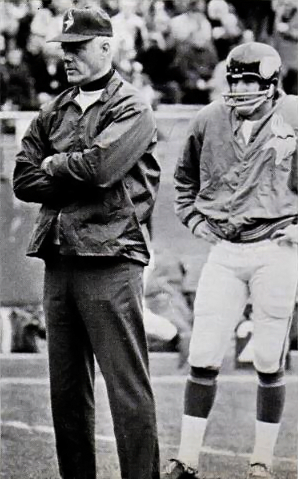
Bud Grant, l'allenatore più vittorioso nell'ultra cinquantenaria storia dei Vikings.

Nel 1970 e 1971 i Vikings continuarono a dominare la Lega durante la stagione regolare ma nel contempo uscirono sempre al primo turno di post-season, mentre nel 1972 non riuscirono a far meglio di un modesto 7-7, mancando così l'accesso ai playoff. Il 1971 vide tra l'altro il defensive tackle Alan Page divenire il primo Viking ed il primo difensore nella storia dell'NFL a ricevere il titolo di miglior giocatore della lega. Gli anni a cavallo tra il 1973 ed il 1977 furono i migliori del ciclo Grant e videro i Vikings vincere 5 titoli divisionali di fila, mancare solo una volta la finale di conference e soprattutto approdare per ben 3 volte al Super Bowl, dove tuttavia furono sconfitti prima dai Miami Dolphins (Super Bowl VIII), quindi dai Pittsburgh Steelers (Super Bowl IX) ed infine dagli Oakland Raiders (Super Bowl XI). Proprio la sconfitta al Super Bowl XI rappresentò il canto del cigno per i ragazzi di Grant che, pur collezionando altri 2 titoli divisionali ed altre 3 apparizioni ai playoff in 6 stagioni, non riuscirono più ad esprimersi sugli alti livelli della prima metà degli anni '70 e videro con il ritiro del proprio capo-allenatore, avvenuto al termine della stagione 1983, la naturale fine del loro ciclo.
In seguito, tra il 1984 ed il 1985, alla guida della squadra si avvicendarono Les Steckel, che chiuse la stagione col pessimo record di 3-13, e nuovamente Bud Grant, il quale da par suo, pur chiudendo più dignitosamente la stagione 1985 col record di 7-9, preferì nuovamente farsi da parte. Secondo successore di Grant fu Jerry Burns, sotto la cui guida i Purples vissero stagioni di alti e bassi con un solo titolo divisionale e 3 apparizioni ai playoff e come miglior risultato una finale di conference persa per 10-17 contro i Washington Redskins nel 1987.

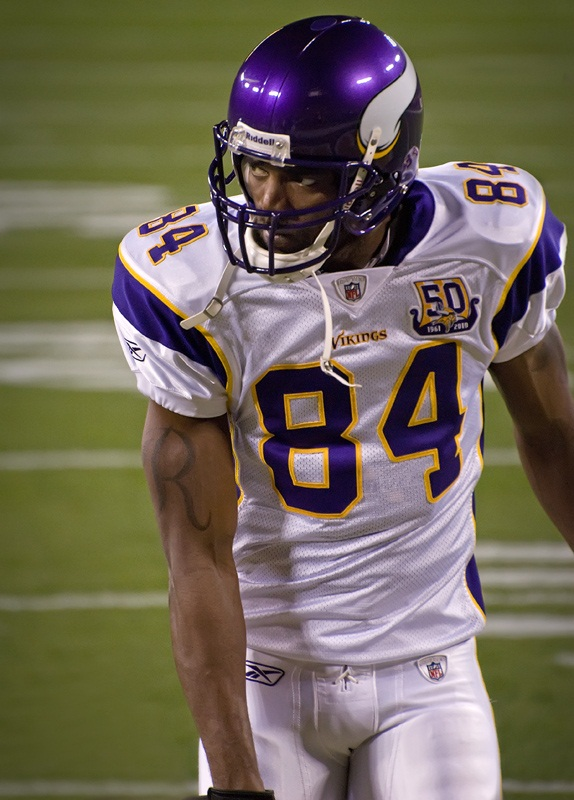
Il WR Randy Moss pluridetentore di diversi record NFL.

 Al termine della stagione 1991 Burns si ritirò e la società nominò Dennis Green 5º capo allenatore nella storia della franchigia. Sotto la sua guida i Vikings, centrarono subito il titolo divisionale con un ottimo 11-5-0, che fece da preludio ad altre 5 stagioni in cui la squadra mancò l'accesso ai playoff nel solo 1995, pur uscendo sempre abbastanza prematuramente in post-season. Nel 1998, trascinati dal loro elettrizzante trio offensivo formato dal running back Robert Smith e dai wide receiver Cris Carter e Randy Moss e guidato dal quarterback Randall Cunningham, capace di stabilire il nuovo record NFL di punti messi a segno in una singola stagione, i Vikings disputarono la migliore stagione regolare della loro storia culminata con l'ottimo record di 15-1, a seguito della quale arrivarono ad un passo dalla 5ª finale di Super Bowl della loro storia, perdendo contro gli Atlanta Falcons in maniera rocambolesca 30-27 la finale di conference all'overtime. Le stagioni seguenti videro ancora i ragazzi di Green esprimersi ad alti livelli e raggiungere nel 2000 un'altra finale di conference, dalla quale uscirono tuttavia con le ossa rotte dal Meadowlands Stadium rimediando un sonoro 0-41 dai New York Giants.

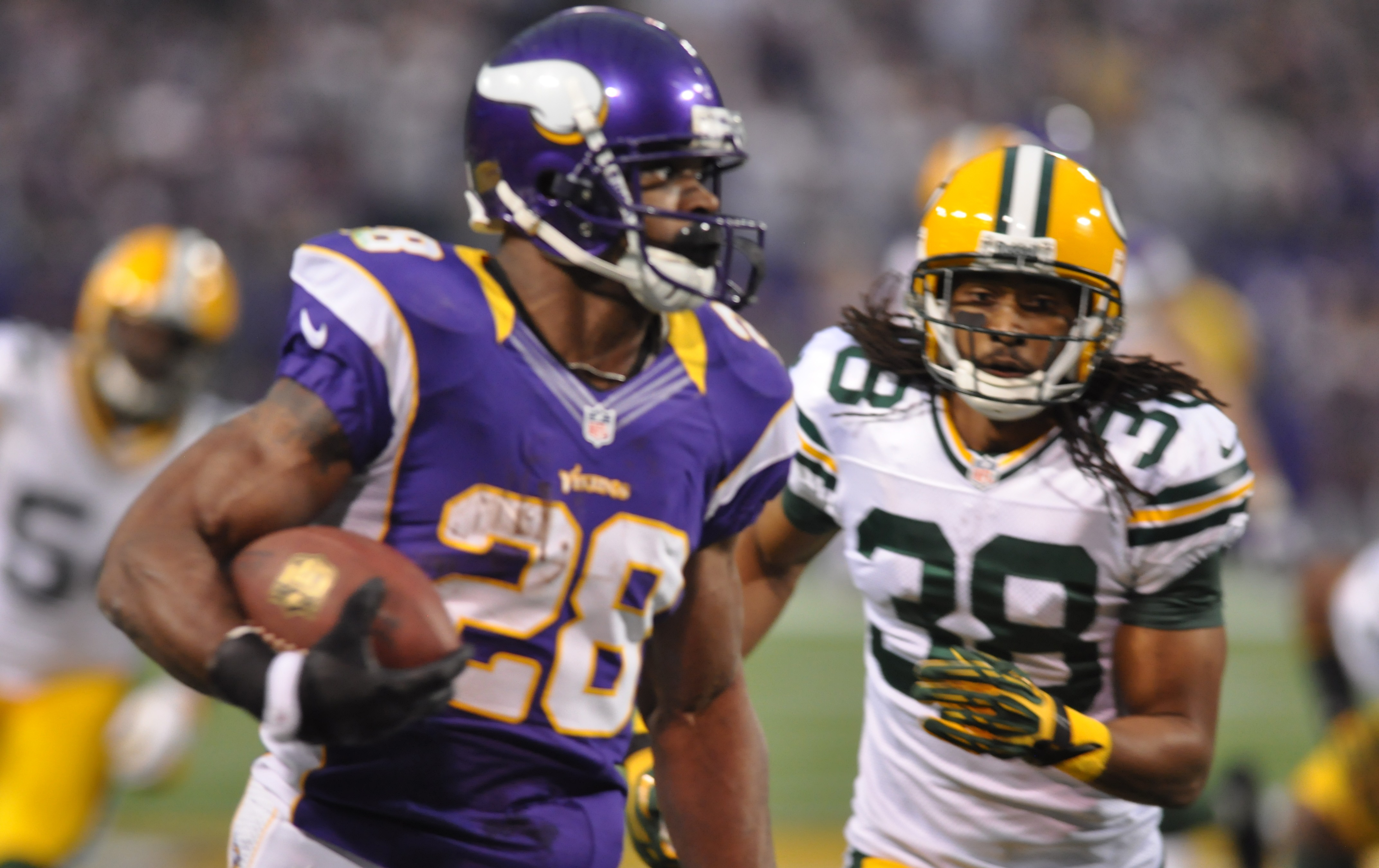
Il RB Adrian Peterson nel match contro i Green Bay Packers nel quale raggiunse quota 2.097 yard stagionali.

 Dopo un deludente 2001 Green venne sollevato dal proprio incarico e sostituito prima dell'ultimo incontro dell'anno da Mike Tice che, confermato anche nel quinquennio seguente, riuscì a condurre solamente una volta i Vikings ai playoff, dove tra l'altro ancora una volta il cammino fu di breve durata (sconfitta ai Divisional playoff per 27-14 contro i Philadelphia Eagles). Esonerato Tice al termine della stagione 2005 la società affidò nel quinquennio successivo la guida della squadra al capo allenatore Brad Childress, sotto la cui gestione i Vikings prima stentarono tra il 2006 ed il 2007 e quindi, dopo un 2008 che li vide tornare alla conquista del titolo divisionale, nel 2009, guidati dal quarterback Brett Favre e trascinati dalle corse del running back Adrian Peterson, vissero un'altra stagione esaltante conclusasi come nel 1998 con la beffa dell'overtime nella finale di conference persa 31–28 in casa dei New Orleans Saints. Il 2010 fu al contrario un anno travagliato per Minnesota, che vide l'esonero di Childress a 3 giornate dalla fine nelle quali il suo sostituto ad-interim, il coordinatore della difesa Leslie Frazier, traghettò la squadra ad un record di 6-10. Frazier venne in seguito confermato per la stagione seguente durante la quale i Vikings intrapresero un processo di ricostruzione della squadra che passò per il record di 3-13 del 2011 e per il 10-6 del 2012 anno in cui, trascinati dall'MVP della NFL Adrian Peterson, rimontarono in stagione regolare i Chicago Bears per poi fermarsi al primo turno di post-season dove furono sconfitti 10-24 dai Green Bay Packers. Carico di aspettative, il 2013 si rivelò invece uno dei più deludenti nella storia dei Purples che chiusero la stagione all'ultimo posto nella NFC North (25º di lega) con un record di 5-10-1 ed esonerarono Frazier dal suo incarico. Prese il suo posto Mike Zimmer, che nel suo primo anno da capo allenatore condusse la squadra ad un record di 7-9, prima di centrare già al secondo anno il titolo divisionale con un record 11-5. Usciti poi nel turno di wild card nel prosieguo stagione (sconfitta al TCF Bank Stadium per 10-9 contro i Seattle Seahawks), nel 2016 i Vikings chiusero quindi al terzo posto nella division con un record di 8-8 che non permise loro di riaffacciarsi ai playoff.

## Cronistoria
Questa è solo una parziale lista comprendente le ultime 10 stagioni dei Vikings

| Cronistoria dei Minnesota Vikings | Cronistoria dei Minnesota Vikings | Cronistoria dei Minnesota Vikings | Cronistoria dei Minnesota Vikings | Cronistoria dei Minnesota Vikings | Cronistoria dei Minnesota Vikings | Cronistoria dei Minnesota Vikings | Cronistoria dei Minnesota Vikings | Cronistoria dei Minnesota Vikings | Cronistoria dei Minnesota Vikings                                                                                | Cronistoria dei Minnesota Vikings |                              |
| Stagione di lega                  | Stagione di squadra               | Lega                              | Conference                        | Division                          | Stagione regolare                 | Stagione regolare                 | Stagione regolare                 | Stagione regolare                 | Play-off | Premi individuali                 |                              |
| Stagione di lega                  | Stagione di squadra               | Lega                              | Conference                        | Division                          | Pos.                              | V                                 | S                                 | P                                 | Play-off | Premi individuali                 |                              |
| --------------------------------- | --------------------------------- | --------------------------------- | --------------------------------- | --------------------------------- | --------------------------------- | --------------------------------- | --------------------------------- | --------------------------------- | --- | --------------------------------- | ---------------------------- |
| 2008                              | 2008                              | NFL                               | NFC                               | North                             | 1                                 | 10                                | 6                                 | 0                                 | S Wild Card Game contro i Philadelphia Eagles (26-14)                                                            |                                   |                              |
| 2009                              | 2009                              | NFL                               | NFC                               | North                             | 1                                 | 12                                | 4                                 | 0                                 | V Divisional play-off contro i Dallas Cowboys (34-3) S NFC Championship contro i New Orleans Saints (31-28)      |                                   |                              |
| 2010                              | 2010                              | NFL                               | NFC                               | North                             | 4                                 | 6                                 | 10                                | 0                                 | non disputati |                                   |                              |
| 2011                              | 2011                              | NFL                               | NFC                               | North                             | 4                                 | 3                                 | 13                                | 0                                 | non disputati |                                   |                              |
| 2012                              | 2012                              | NFL                               | NFC                               | North                             | 2                                 | 10                                | 6                                 | 0                                 | S Wild Card Game contro i Green Bay Packers (10-24)                                                              |                                   |                              |
| 2013                              | 2013                              | NFL                               | NFC                               | North                             | 4                                 | 5                                 | 10                                | 1                                 | non disputati |                                   |                              |
| 2014                              | 2014                              | NFL                               | NFC                               | North                             | 3                                 | 7                                 | 9                                 | 0                                 | non disputati |                                   |                              |
| 2015                              | 2015                              | NFL                               | NFC                               | North                             | 1                                 | 11                                | 5                                 | 0                                 | S Wild Card Game contro i Seattle Seahawks (10-9)                                                                |                                   |                              |
| 2016                              | 2016                              | NFL                               | NFC                               | North                             | 3                                 | 8                                 | 8                                 | 0                                 | non disputati |                                   |                              |
| 2017                              | 2017                              | NFL                               | NFC                               | North                             | 1                                 | 13                                | 3                                 | 0                                 | V Divisional play-off contro i New Orleans Saints (24-29) S NFC Championship contro i Philadelphia Eagles (7-38) |                                   |                              |
| Totale                            | Totale                            | Totale                            | Totale                            | Totale                            | Totale                            | 470                               | 390                               | 10                                | Record di stagione regolare                                                                                      | Record di stagione regolare       | Record di stagione regolare  |
| Totale                            | Totale                            | Totale                            | Totale                            | Totale                            | Totale                            | 20                                | 29                                |                                   | Record dei play-off                                                                                              | Record dei play-off               | Record dei play-off          |
| Totale                            | Totale                            | Totale                            | Totale                            | Totale                            | Totale                            | 490                               | 419                               | 10                                | Stagione regolare e play-off                                                                                     | Stagione regolare e play-off      | Stagione regolare e play-off |

Legenda
- Vittoria nel Super Bowl (dal 1966)
- Vittoria nella lega (1920-1969)
- Vittoria nella Conference

- Vittoria nella Division
- Qualificazione al Wild Card Game (dal 1978)
- V = Vittorie

- S = Sconfitte
- P = Pareggi
- T = Posizione a pari merito

## Colori e simboli

### Logo

#### Il Norseman
Il logo dei Vikings, disegnato nella sua prima versione risalente al 1961, dall'illustratore sportivo Karl Hubenthal su commissione di Bert Rose, è costituito dal profilo di un uomo vichingo, il "Norseman" (it. Uomo del Nord), raffigurato con lunghi baffi, trecce bionde ed un elmo con corna. Esso per più di 50 anni è rimasto in uso nella sua versione originale, ma, a partire dal 14 febbraio 2013, è stato rivisitato nei lineamenti delle varie componenti del disegno (dalla treccia, alle corna, passando per baffi e viso) senza tuttavia essere stravolto rispetto alla versione del 1961.

#### Il wordmark
Accanto al Norseman vi è anche un secondo logo, un wordmark, ovvero il nome della franchigia (Minnesota Vikings o anche solo Vikings) scritto con un font style specifico. Il wordmark è utilizzato in abbinato col Norseman o anche da solo, come ad esempio sulla divisa da gioco sulla quale è posizionato sotto il bordo anteriore del collo. Il wordmark attuale risale al 2004.

### Divise
Sin dal 1961 i colori ufficiali dei Vikings furono il viola ed il giallo-oro. A stabilire tale combinazione di colori fu, come per il nome della franchigia, il general manager Bert Rose. La divisa del debutto era caratterizzata da un template totalmente viola fatta eccezione per i numeri bianchi con bordo giallo oro sul fronte-retro e sulle spalle, e per tre strisce su ambo le maniche, anch'esse bianche e bordate giallo-oro. Tale divisa, pur se con modifiche minori nell'arco degli anni, è rimasta in uso per i primi 45 anni di storia della franchigia.
Risale al 2006 infatti la modifica più profonda, che vede la scomparsa delle storiche strisce sulle maniche rimosse per far posto ad un'unica larga striscia curva bianca e bordata di giallo che per ogni lato corre in senso verticale lungo il fianco del pantalone, per poi salire lungo il fianco della divisa, biforcarsi all'altezza dell'ascella, ed infine incontrarsi dietro la spalla dopo averla attraversata diagonalmente. Stesso discorso per la divisa da trasferta, che vede semplicemente una disposizione dei colori inversa (linea viola bordata di giallo su sfondo bianco) come differenza principale.
Il 25 aprile 2013 i Vikings svelarono al pubblico le nuove divise che segnavano un ritorno allo stile del passato rivisitato in chiave moderna. Tra le caratteristiche salienti del nuovo kit infatti, spiccavano la scomparsa delle strisce lungo i fianchi in favore di una soluzione monocroma (viola per la divisa casalinga e bianca per quella da trasferta) e la reintroduzione delle strisce a bordo-manica, disegnate in modo da ricordare idealmente la prua di una nave vichinga. Per la prima volta cambia anche il disegno di numeri e lettere, ora orfani della bordatura gialla ed in un nuovo font studiato appositamente da Nike per la franchigia del Minnesota.

### Casco
A differenza di tante franchigie in NFL, il casco dei Vikings, per quanto riguarda l'aspetto grafico, è sostanzialmente rimasto lo stesso dal 1961. Esso è interamente viola con due corna ai lati, a richiamare l'ascendenza vichinga della franchigia. Nel corso degli anni la tonalità di viola è leggermente cambiata passando da un viola più scuro tra gli anni '60 e '90 ad un viola più chiaro a partire dagli anni 2000, la maschera che protegge il viso è invece passata dal grigio originario al bianco (1980-1984) per poi arrivare, a partire dal 1985, al viola odierno. Lo stile delle corna invece è rimasto lo stesso per 45 anni quando, in concomitanza con il restyling delle divise, nel 2006 hanno subito anch'esse una lieve rivisitazione volta a dare loro quasi un abbozzo di tridimensionalità. È del 2013 invece l'aggiornamento più sostanzioso per quanto riguarda la storia del casco dei Vikings, ovvero l'abbandono della verniciatura lucida in favore di una finitura opaca unita all'adozione del colore nero per la maschera di protezione, in favore del viola utilizzato nell'ultimo quarto di secolo.

### Inno
L'inno, o più correttamente la fight song, ufficiale dei Minnesota Vikings è "Skol Vikings". Scritto e composto dal compositore James "Red" McLeod, per un quarto di secolo anche direttore dell'intrattenimento allo stadio, esso già nel 1961 veniva intonato dai tifosi in caso di marcatura della squadra, tradizione poi rimasta immutata nel corso degli anni. Più recente è invece l'inno "Purple and Gold" scritto e composto dalla rockstar Prince. Curiosamente entrambi gli autori sono originari del Minnesota e, nel caso di Prince, della stessa Minneapolis.

## Strutture

### Stadio

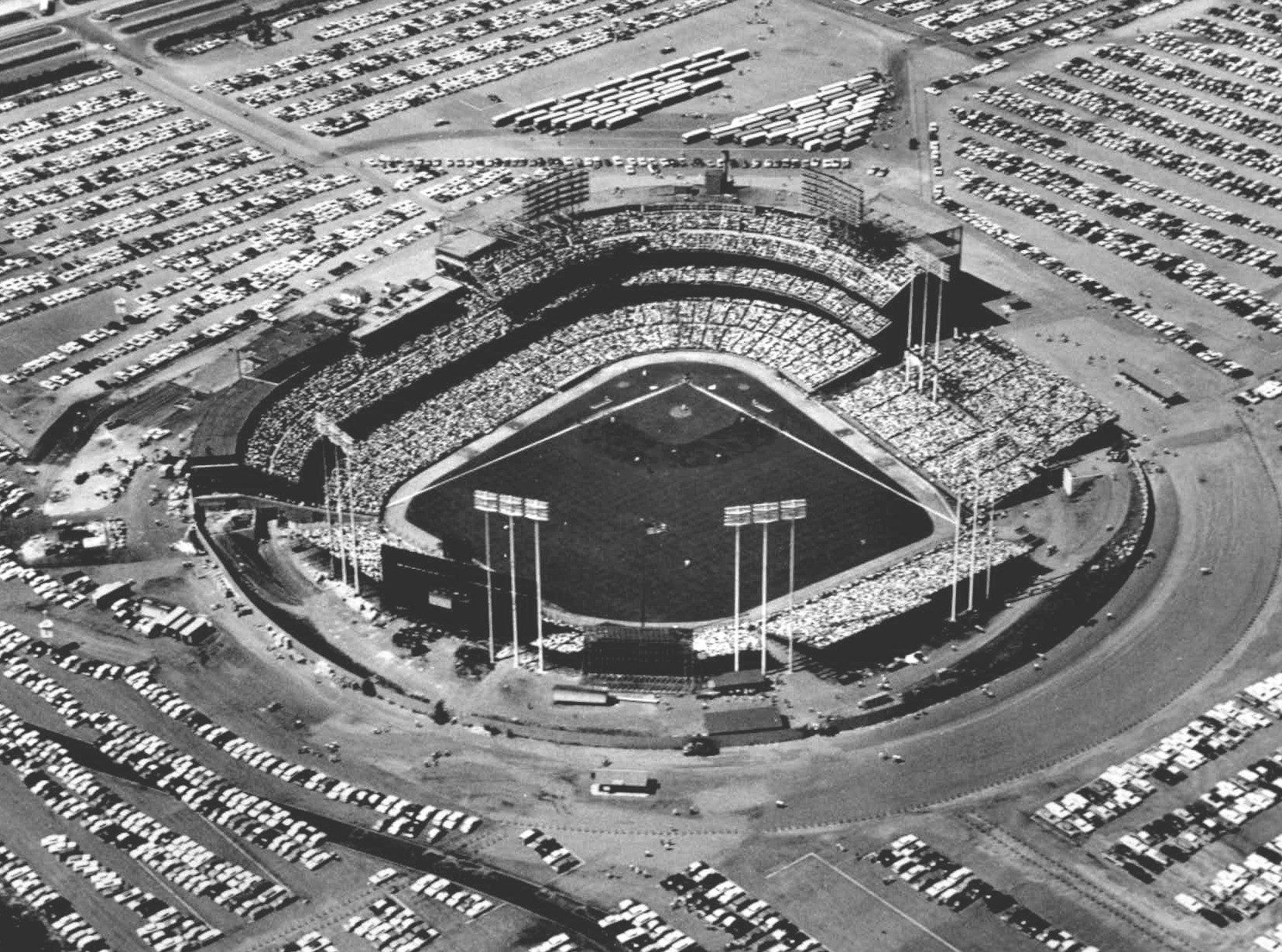
Il Metropolitan Stadium, impianto casalingo dei Vikings per 21 stagioni.

Il primo stadio utilizzato dai Vikings nel 1961, anno del loro debutto in NFL, fu il Metropolitan Stadium di Bloomington, Minnesota. Tale stadio era un impianto all'aperto, e dal momento che la stagione di NFL si disputa tra autunno ed inverno, col clima rigido del Nord costituiva uno dei vantaggi nelle partite in casa dei Vikings: i giocatori amavano giocare al freddo ed al Met ottennero 8 vittorie su 11 partite giocate nei playoff.

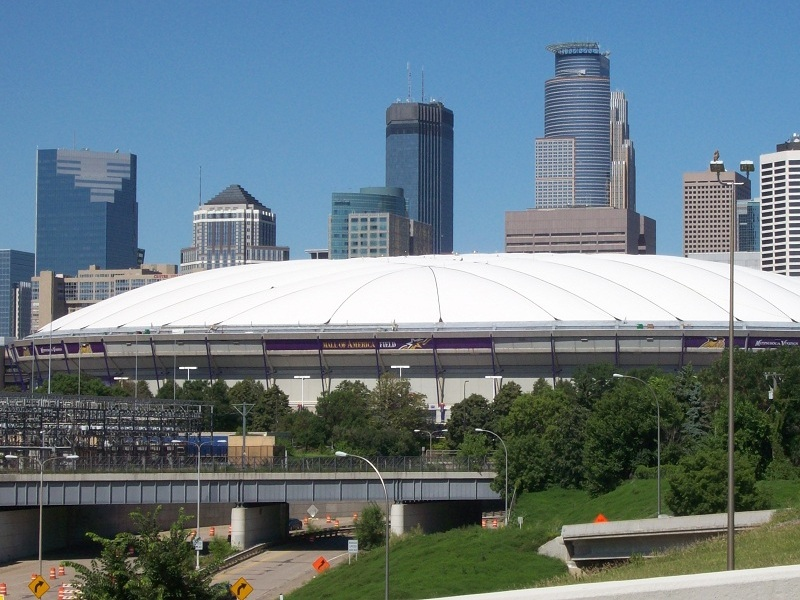
Vista esterna dell'Hubert H. Humphrey Metrodome.

Tuttavia il Metropolitan era uno stadio nato per il baseball e con una capienza massima inferiore ai 50.000 posti a sedere minimi richiesti dall'NFL dopo la fusione AFL-NFL: i Vikings volevano uno stadio all'avanguardia e la città di Minneapolis voleva riportare all'interno della City (Bloomington è infatti situata nei sobborghi di Minneapolis) quello che è uno dei 4 principali sport nazionali. Così, dopo 21 anni di permanenza al Metropolitan Stadium, nel 1982 i Vikings si trasferirono in quello che per le successive 31 stagioni fu l'impianto adibito ad ospitare i loro incontri casalinghi: l'Hubert H. Humphrey Metrodome. L'impianto, la cui costruzione partì nel dicembre del 1979, fu intitolato alla memoria di Hubert H. Humphrey, già sindaco di Minneapolis nonché Senatore e Vicepresidente degli Stati Uniti, e fu inaugurato, per quanto concerne il football (fu infatti in precedenza "battezzato" dai Minnesota Twins), il 12 settembre 1982, quando i Vikings sconfissero per 17-10 i Tampa Bay Buccaneers. 

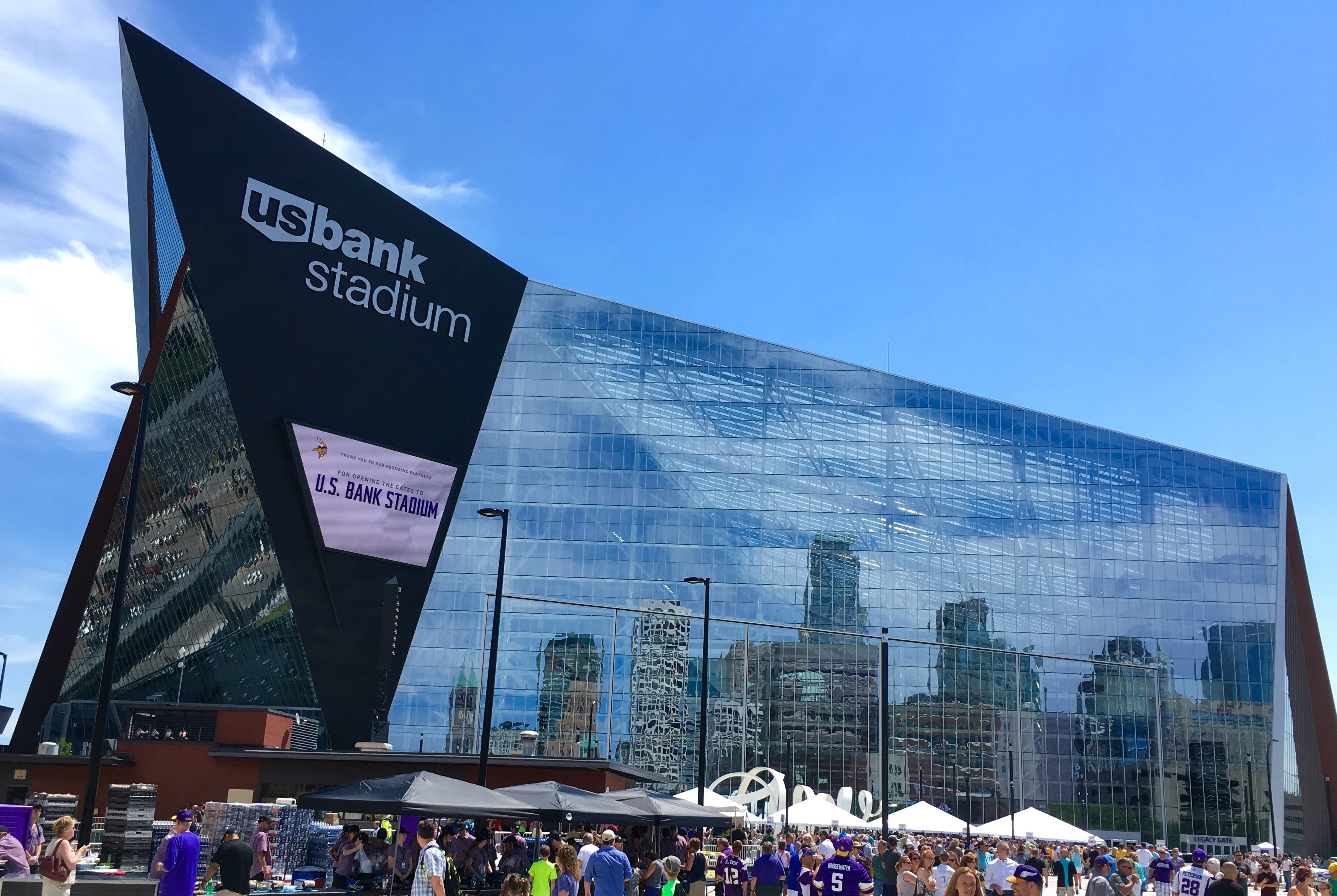
Lo U.S. Bank Stadium, dal 2016 terza casa nella storia della franchigia.

 Il Metrodome aveva una capienza di 64.111 posti a sedere (dato relativo alla capienza prevista per le partite di football americano) e costò al termine dei lavori di costruzione, 55 milioni di dollari, cui vanno sommati altri 68,7 milioni di dollari dovuti a lavori posteriori l'apertura dell'impianto, di cui 18 spesi per la sola riparazione della copertura che il 12 dicembre 2010 fu squarciata dalla pesante nevicata dei giorni precedenti.
Recentemente, dopo diversi rifiuti di ristrutturazione del Metrodome da parte della franchigia, la municipalità di Minneapolis ha ceduto alle richieste dei Purples per la costruzione ex-novo di un impianto moderno, lo U.S. Bank Stadium, che è sorto proprio sulle ceneri del Dome, la cui demolizione, iniziata nel dicembre del 2013, è terminata il 17 aprile 2014. In attesa che il nuovo impianto venisse ultimato e reso disponibile per le gare della stagione 2016, i Vikings nel biennio 2014-2015 disputarono gli incontri casalinghi presso il TCF Bank Stadium, casa dei Golden Gophers dell'Università del Minnesota, che nel frattempo, con una spesa di 6,6 milioni di dollari stanziati dai Vikings, vide diverse modifiche di aggiornamento agli standard qualitativi richiesti dalla nota lega professionistica di football americano.

## Società

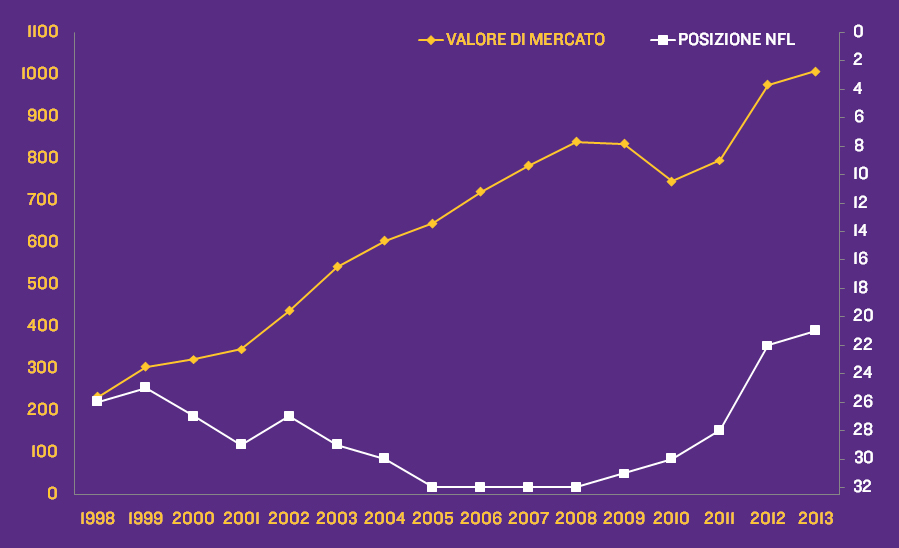
Il grafico illustra l'andamento nel corso degli anni del valore di mercato dei Vikings. (Fonte: Forbes.com)

Il capitale sociale dei Minnesota Vikings Football, LLC è posseduto da un gruppo di investitori che fa capo a Zygi Wilf, azionista di maggioranza. Quote di minoranza sono invece detenute dal fratello Mark (il quale ricopre inoltre anche la carica di presidente della franchigia), dal cugino Leonard, dal nipote Jeffrey e dagli imprenditori Reggie Fowler, David Mandelbaum ed Alan Landis. Il passaggio delle quote azionarie, dal 20 maggio 2002 messe in vendita dal precedente proprietario della franchigia, l'imprenditore texano Red McCombs, venne ratificato all'unanimità (32 voti favorevoli e 0 contrari) il 25 maggio 2005 dai proprietari delle franchigie NFL per una cifra pari a 600 milioni di dollari.
Secondo la famosa rivista statunitense di economia e finanza Forbes, al 2013 i Vikings sono la 21ª franchigia della NFL con un valore di 1,007 miliardi di dollari. Tale cifra è ripartita in 774 milioni di dollari attribuibili ai ricavi condivisi tra tutte le franchigie, 120 milioni attribuibili alla città ed alla dimensione del mercato ad essa collegato, 64 milioni attribuibili allo stadio e 49 milioni attribuibili al valore del marchio della franchigia. Il medesimo rapporto parla inoltre di un monte ingaggi pari a 128 milioni di dollari a fronte di un risultato ante oneri finanziari pari a 28 milioni e ricavi per 234 milioni. Inoltre, sempre secondo Forbes, i Vikings al 2014 sono al 34º posto tra le società sportive più ricche al mondo, 21ª franchigia della NFL tra quelle presenti nella lista. Tale risultato è di una posizione migliore rispetto a quello del 2013, di sette posizioni migliore rispetto a quello del 2012 e del 2011 e di sei migliore rispetto a quello del 2010.
Secondo l'attuale organigramma societario, la struttura interna Minnesota Vikings è articolata in 20 aree interne: Staff esecutivo, Consulenti, Amministrazione, Football Administration, Attrezzatura, Area medica, Operazioni/Strutture, Alimentazione, Affari legali, Video, Sicurezza, Vendite e marketing, Vendite aziendali, Vikings Children's Fund, Biglietti e Suites, Contabilità e finanza, Relazioni con la comunità, Pubbliche relazioni, Risorse umane, Informazione tecnologica.
| Staff dei Minnesota Vikings |
| --- |
| Organi dirigenziali - Proprietario/chairman – Zygi Wilf - Proprietario/vice chairman – Leonard Wilf - Proprietario/presidente – Mark Wilf - Chief operating officer – Andrew Miller - General manager – Kwesi Adofo-Mensah - Vice presidente esecutivo delle operazioni del football – Rob Brzezinski - Vice presidente senior del personale dei giocatori – Ryan Grigson - Vice presidente delle operazioni del football – Demitrius Washington - Direttore del personale dai giocatori – Ryan Monnens - Assistente direttore del personale dei giocatori – Chisom Opara - Direttore del personale professionistico – Sam DeLuca - Direttore degli osservatori del college – Mike Sholiton - Assistente direttore degli osservatori del college – Pat Roberts - Dirigente del personale senior – Jamaal Stephenson Capo allenatore - Capo-allenatore: Kevin O'Connell - Assistente capo-allenatore – Mike Pettine - Assistente al capo-allenatore – Henry Schneider IV Altri allenatori - Preparatore atletico: Josh Hingst - Assistente p.a. – Derik Keyes - Assistente p.a. – Marquis Johnson Allenatori dell'attacco - Coordinatore offensivo – Wes Phillips - Quarterbacs – Josh McCown - Assistente coordinatore offensivo/assistente quarterback – Jordan Traylor - Coordinatore gioco sulle corse/running back – Curtis Modkins - Wide receiver – Keenan McCardell - Assistente wide receiver – Tony Sorrentino - Coordinatore gioco sui passaggi/tight end – Brian Angelichio - Offensive line – Chris Kuper - Assistente offensive line – Keith Carter - Coordinatore gestione del gioco/specialista gioco sui passaggi – Ryan Cordell - Assistente attacco senior – Chris O'Hara - Assistente attacco – Ben Ellefson - Controllo qualità attacco – Derron Montgomery Allenatori della difesa - Coordinatore difensivo – Brian Flores - Defensive line – Marcus Dixon - Assistente defensive line – Imarjaye Albury Sr. - Outside linebacker – Thad Bogardus - Assistente outside linebacker – Patrick Hill - Inside linebacker – Mike Siravo - Coordinatore gioco sui passaggi/defensive back – Daronte Jones - Safety – Michael Hutchings - Assistente difesa – Charlie Frye - Controllo qualità difesa – Chenzo Funari Allenatori dello special team - Coordinatore dello special team: Matt Daniels - Assistente special team – Dalmin Gibson |

## I Minnesota Vikings nella cultura di massa

Busta postale dei Vikings e francobollo con annullo postale emessi dall'USPS, in occasione di Packers-Vikings del per commemorare i 30 anni dalla nascita del Monday Night Football.

Essendo una delle più popolari realtà sportive della nazione, nel corso degli anni i Vikings hanno saputo ritagliarsi un proprio posto nell'ambito della cultura di massa degli Stati Uniti. Il Monday Night Football (MNF) del 5 ottobre 2009, che li vedeva opposti agli arci-rivali Packers, complice anche la presenza tra le file di Minnesota del quarterback Brett Favre, stabilì il nuovo record in termini di spettatori con più di 21,8 milioni di utenti collegati davanti al televisore e fece registrare quello che in quel momento fu il rating (15,3) più alto di sempre per un MNF trasmesso sulla rete televisiva ESPN, nonché il più alto di sempre sulla tv via cavo della Nazione. Tale risultato, tra l'altro, migliorò il precedente record in termini di rating (pari a 14,4) stabilito il 6 dicembre 1987, nell'incontro domenicale che vedeva di nuovo in campo i Vikings ma in tale occasione opposti ai Bears. Sette anni più tardi, la partita in cui i Vikings ospitavano i Cowboys tra le mura amiche dello U.S. Bank Stadium, avrebbe poi fatto segnare il nuovo record di ascolti per un incontro del Thursday Night Football, con punte di oltre 23 milioni di spettatori connessi.
In ambito cinematografico i Vikings vengono citati nella pellicola di genere fantascientifico L'uomo del giorno dopo, nella quale il personaggio interpretato da Kevin Costner afferma che il presidente degli Stati Uniti governa dall'Hubert H. Humphrey Metrodome di Minneapolis dove erano soliti giocare i Vikings, e nel film drammatico North Country - Storia di Josey ambientato in Minnesota, nel quale il proprietario della miniera domanda alla propria avvocatessa se fosse opportuno per i Vikings avere una donna nel ruolo di quarterback, mentre è del 2010 il documentario no-profit Skol: The Documentary, nel quale la locale regista Elizabeth Giorgi intervista i supporter dei Purples sui pro e i contro del tifare per i Vikings nella 50ª stagione della franchigia.
In ambito televisivo, già a partire dagli anni settanta si registrano le prime citazioni come quella nella sequenza di apertura della sitcom Mary Tyler Moore, vera e propria pietra miliare del genere, nella quale la protagonista interpretata da Mary Tyler Moore è ripresa a lavare la propria auto con indosso la maglia numero 10 di Fran Tarkenton. Ad epoca più recente risalgono invece i riferimenti riscontrabili nell'intro della puntata del 25 gennaio 2010 del programma satirico The Colbert Report, quando voci sull'ennesimo ritiro di Brett Favre diedero spunto al conduttore Stephen Colbert per affermare: "Avete sentito? Sono il nuovo quarterback dei Minnesota Vikings"; o nell'ultimo episodio della 20ª stagione della longeva sitcom animata I Simpson, nel quale Milhouse, vedendo gli abitanti di Ogdenville con le maglie dei Vikings risponde a Bart che Springfield è terra dei Tennessee Titans. Famoso è anche l'episodio numero 11 (intitolato Little Minnesota) della 4ª stagione della popolare serie tv statunitense How I Met Your Mother, nel quale uno dei protagonisti, Marshall Eriksen, vestito con la maglia nº 70 autografa di Jim Marshall, seduto in un pub mentre si parla dei Vikings accenna la vicenda dell'NFC Championship game della stagione 1998. I Vikings stessi inoltre, a loro volta producono documentari per la serie Beyond the Gridiron che vengono trasmessi su due canali televisivi locali, il sabato su KARE 11 e la domenica su Fox Sports North. Uno di questi documentari, intitolato Overcoming All Odds to Succeed (Story of Mistral Raymond) e basato sulle tragiche vicissitudini che ha dovuto affrontare il safety Mistral Raymond per poter coronare il suo sogno di diventare un giocatore professionista di football americano, nel 2013 ha vinto l'Upper Midwest Regional Emmy Award nella categoria "Documentary – Topical".
Riferimenti ai Vikings sono anche presenti in Paura senza limite, uno dei romanzi della saga di Jack Ryan nati dalla mente del celebre scrittore statunitense Tom Clancy, nel quale questi, nello sviluppo della trama dell'opera, immaginava il Super Bowl disputato a Denver tra Vikings e Chargers e teatro di un attacco nucleare terroristico. Non è questo tuttavia l'unico nesso esistente tra i Vikings e lo scrittore originario del Maryland, che nel 1998 era arrivato persino ad annunciare l'acquisizione della franchigia salvo poi rinunciarvi per motivi economici, salendo agli onori della cronaca per l'ammontare dell'offerta (più di 200 milioni di dollari) che in quel momento sarebbe stata la più alta pagata per l'acquisizione di una franchigia della NFL.
Nel 2005 grande clamore suscitò a livello nazionale lo scandalo legato al festino a luci rosse avvenuto su due imbarcazioni affittate da 17 giocatori dei Vikings sul lago Minnetonka. L'episodio, che rappresentò forse il momento più basso della storia pubblica della franchigia, venne ribattezzato dai media nazionali "Love Boat" scandal in evidente allusione all'omonima serie tv ed ebbe una cassa di risonanza tale che nel 2013 un operatore turistico di nome Butch Parks acquistò una delle due imbarcazioni usate quel giorno, rinominandola "Scandalous" e collocandovi una maglia da gioco dei Vikings, con l'intenzione di affittarla per crociere sul lago.

## Giocatori celebri

### Membri della Pro Football Hall of Fame e del Vikings Ring of Honor
I Vikings figurano tra le 30 franchigie della NFL con membri indotti nella Pro Football Hall of Fame (PFHoF), il museo del football americano nel quale sono esposti busti e memorabilia delle più grandi personalità di questo sport distintesi come contributori e/o allenatori e/o giocatori. I Vikings sono tra i pochi ad avere almeno un rappresentante per ogni categoria: un contributore, un allenatore e ben 12 giocatori, più altri 7 indotti soprattutto per il contributo dato durante la militanza in altre squadre, che ne fanno la 12ª squadra della NFL per maggior numero di membri indotti. Oltre la PFHoF vi è anche il Minnesota Vikings Ring of Honor, l'equivalente della prima gestita però internamente dal club, che si prefigge di onorare le leggende della franchigia che hanno contribuito ai successi della squadra dentro e fuori dal campo. Ogni membro indotto riceve, oltre alla giacca ed all'anello, anche l'onore di vedere affisso all'interno dello stadio uno striscione col proprio nome ad imperitura memoria.
| Minnesota Vikings Pro Football Hall of Famers |

| Minnesota Vikings Ring of Honor |

| N° | Giocatore        | Ruolo | Stagioni con i Vikings | Anno d'induzione |
| -- | ---------------- | ----- | ---------------------- | ---------------- |
| 1  | Warren Moon^     | QB    | 1994–1996              | 2006             |
| 3  | Jan Stenerud^    | K     | 1984–1985              | 1991             |
| 4  | Brett Favre^     | QB    | 2009-2010              | 2016             |
| 7  | Morten Andersen  | K     | 2004                   | 2017             |
| 10 | Fran Tarkenton   | QB    | 1961–1966, 1972–1978   | 1986             |
| 22 | Paul Krause      | S     | 1968–1979              | 1998             |
| 39 | Hugh McElhenny^  | RB    | 1961–1962              | 1970             |
| 44 | Dave Casper      | TE    | 1983                   | 2002             |
| 53 | Mick Tingelhoff  | C     | 1962-1978              | 2015             |
| 56 | Chris Doleman    | DE    | 1985–1993, 1999        | 2012             |
| 58 | Jim Langer^      | C     | 1980–1981              | 1987             |
| 64 | Randall McDaniel | G     | 1988–1999              | 2009             |
| 65 | Gary Zimmerman   | OT    | 1986–1992              | 2008             |
| 73 | Ron Yary         | OT    | 1968–1981              | 2001             |
| 80 | Cris Carter      | WR    | 1990–2001              | 2013             |
| 81 | Carl Eller       | DE    | 1964–1978              | 2004             |
| 84 | Randy Moss^      | WR    | 1998–2004, 2010        | 2018             |
| 88 | Alan Page        | DT    | 1967–1978              | 1988             |
| 93 | John Randle      | DT    | 1990–2000              | 2010             |
| –  | Jim Finks        | GM    | 1964–1974              | 1995             |
| –  | Bud Grant        | HC    | 1967–1983, 1985        | 1994             |

| N° | Giocatore        | Ruolo | Stagioni con i Vikings | Data d'induzione  |
| -- | ---------------- | ----- | ---------------------- | ----------------- |
| 10 | Fran Tarkenton   | QB    | 1961–1966, 1972–1978   | 9 settembre 1998  |
| 22 | Paul Krause      | S     | 1968–1979              | 15 novembre 1998  |
| 28 | Ahmad Rashād     | WR    | 1976-1982              | 1º ottobre 2017   |
| 30 | Bill Brown       | RB    | 1962–1974              | 26 settembre 2004 |
| 44 | Chuck Foreman    | RB    | 1973–1979              | 30 settembre 2007 |
| 47 | Joey Browner     | S     | 1983–1991              | 27 ottobre 2013   |
| 53 | Mick Tingelhoff  | C     | 1962–1978              | 25 novembre 2001  |
| 55 | Scott Studwell   | LB    | 1977–1990              | 29 novembre 2009  |
| 56 | Chris Doleman    | DE    | 1985–1993, 1999        | 23 ottobre 2011   |
| 59 | Matt Blair       | OLB   | 1974–1985              | 25 ottobre 2012   |
| 64 | Randall McDaniel | G     | 1988–1999              | 17 dicembre 2006  |
| 70 | Jim Marshall     | DE    | 1961–1979              | 28 novembre 1999  |
| 73 | Ron Yary         | OT    | 1968–1981              | 9 settembre 2001  |
| 77 | Korey Stringer   | OT    | 1995–2000              | 19 novembre 2001  |
| 80 | Cris Carter      | WR    | 1990–2001              | 14 settembre 2003 |
| 81 | Carl Eller       | DE    | 1964–1978              | 10 novembre 2002  |
| 84 | Randy Moss       | WR    | 1998–2004, 2010        | 11 settembre 2017 |
| 88 | Alan Page        | DT    | 1967–1978              | 20 settembre 1998 |
| 93 | John Randle      | DT    | 1990–2000              | 30 novembre 2008  |
| –  | Jerry Burns      | HC    | 1986–1991              | 6 novembre 2005   |
| –  | Jim Finks        | GM    | 1964–1974              | 18 ottobre 1998   |
| –  | Bud Grant        | HC    | 1967–1983, 1985        | 8 novembre 1998   |
| –  | Fred Zamberletti | AT    | 1961–2018              | 20 dicembre 1998  |

Note:
- In grassetto sono indicati gli Hall of Famer che hanno giocato, allenato o prestato servizio per gran parte o per l'intera loro carriera nei Vikings.
- In corsivo sono indicati gli Hall of Famer che sono stati indotti dopo esser stati nominati finalisti dal Senior Committee.
- ^   Indica che il giocatore è stato introdotto nella Hall of Fame al primo anno di eleggibilità.
- Nonostante Norm Van Brocklin ed Emmitt Thomas siano stati rispettivamente capo allenatore dei Vikings dal 1961 al 1966 e coordinatore difensivo dei Vikings dal 2000 al 2001, essi sono stati inseriti nella Pro Football Hall of Fame (nel 1971 il primo e nel 2008 il secondo) solo per il loro contributo in qualità di giocatori (nei Los Angeles Rams e Philadelphia Eagles il primo, nei Kansas City Chiefs il secondo).

### Membri insigniti di premi NFL
| Premi NFL                            |                                  |                                         |                                        |
| MVP della NFL                        | MVP del Pro Bowl                 | Giocatore Offensivo dell'Anno della NFL | Difensore dell'Anno della NFL          |
| Alan Page "DT" (1971)                | Fran Tarkenton "QB" (1964)       | Fran Tarkenton "QB" (1975)              | Alan Page "DT" (1971)                  |
| Fran Tarkenton "QB" (1975)           | Ahmad Rashād "WR" (1978)         | Adrian Peterson "RB" (2012)             | Keith Millard "DT" (1989)              |
| Adrian Peterson "RB" (2012)          | Randy Moss "WR" (1999)           | Justin Jefferson "WR" (2022)            |                                        |
|                                      | Adrian Peterson "RB" (2007)      |                                         |                                        |
|                                      | Kyle Rudolph "TE" (2012)         |                                         |                                        |
| Rookie Offensivo dell'Anno della NFL | Pepsi Rookie dell'Anno della NFL | FedEx Ground Player dell'Anno           | Walter Payton Uomo dell'Anno della NFL |
| Chuck Foreman "RB" (1973)            | Adrian Peterson "RB" (2007)      | Adrian Peterson "RB" (2008)             | Cris Carter "WR" (1999)                |
| Sammy White "WR" (1976)              | Percy Harvin "WR" (2009)         | Adrian Peterson "RB" (2012)             | Madieu Williams "S" (2010)             |
| Randy Moss "WR" (1998)               | Teddy Bridgewater "QB" (2014)    |                                         |                                        |
| Adrian Peterson "RB" (2007)          |                                  |                                         |                                        |
| Percy Harvin "WR" (2009)             |                                  |                                         |                                        |

### Squadra ideale del 25º anniversario (1985)
| Offensive Team - (10) Fran Tarkenton "QB" - (30) Bill Brown "RB" - (44) Chuck Foreman "RB" - (28) Ahmad Rashād "WR" - (85) Sammy White "WR" - (83) Stu Voigt "TE" - (73) Ron Yary "OT" - (64) Milt Sunde "OG" - (53) Mick Tingelhoff "C" - (62) Ed White "OG" - (67) Grady Alderman "OT" | Defensive Team - (70) Jim Marshall "DE" - (88) Alan Page "DT" - (77) Gary Larsen "DT" - (81) Carl Eller "DE" - (59) Matt Blair "LB" - (55) Scott Studwell "LB" - (50) Jeff Siemon "LB" - (60) Roy Winston "LB" - (20) Bobby Bryant "CB" - (45) Ed Sharockman "CB" - (22) Paul Krause "S" - (29) Karl Kassulke "S" | Special Team - (8) Greg Coleman "P" - (14) Fred Cox "K" Capo allenatore - Bud Grant "HC" |  |

Fonte: The Minnesota Vikings 2012 Official Team Guide Archiviato il 20 gennaio 2013 in Internet Archive.

### Squadra ideale del 40º anniversario (2000)
| Offensive Team - (10) Fran Tarkenton "QB" - (44) Chuck Foreman "RB" - (26) Robert Smith "RB" - (28) Ahmad Rashād "WR" - (80) Cris Carter "WR" - (83) Steve Jordan "TE" - (73) Ron Yary "OT" - (64) Randall McDaniel "OG" - (53) Mick Tingelhoff "C" - (62) Ed White "OG" - (76) Tim Irwin "OT" | Defensive Team - (70) Jim Marshall "DE" - (88) Alan Page "DT" - (93) John Randle "DT" - (81) Carl Eller "DE" - (59) Matt Blair "LB" - (55) Scott Studwell "LB" - (50) Jeff Siemon "LB" - (20) Bobby Bryant "CB" - (39) Carl Lee "CB" - (22) Paul Krause "S" - (47) Joey Browner "S" | Special Team - (8) Greg Coleman "P" - (14) Fred Cox "K" - (20) Darrin Nelson "RS" - (30) Bill Brown "ST" |  |

Fonte: The Minnesota Vikings 2012 Official Team Guide Archiviato il 20 gennaio 2013 in Internet Archive.

### I 50 più grandi Vikings (2010)
| - (69) Grady Alderman "OT" 61-74 - (69) Jared Allen "DE" 08-13 - (78) Matt Birk "C" 98-08 - (59) Matt Blair "OLB" 74-85 - (30) Bill Brown "RB" 62-74 - (47) Joey Browner "SS" 83-91 - (20) Bobby Bryant "CB" 67-80 - (81) Anthony Carter "WR" 85-93 - (80) Cris Carter "WR" 90-01 - (14) Fred Cox "K" 63-77 - (11) Daunte Culpepper "QB" 99-05 - (56) Chris Doleman "DE / OLB" 85-93,96 - (81) Carl Eller "DE" 64-78 - (44) Chuck Foreman "RB" 73-79 - (42) John Gilliam "WR" 72-75 - (--) Bud Grant "HC" 67-83, 85 - (58) Wally Hilgenberg "OLB" 68-79 | - (76) Steve Hutchinson "OG" 06-11 - (76) Tim Irwin "OT" 81-93 - (83) Steve Jordan "TE" 82-94 - (9) Tommy Kramer "QB" 77-89 - (22) Paul Krause "FS" 68-79 - (77) Gary Larsen "DT" 65-74 - (39) Carl Lee "CB" 83-93 - (70) Jim Marshall "DE" 61-79 - (64) Randall McDaniel "OG" 88-99 - (75) Keith Millard "DT" 85-91 - (84) Randy Moss "WR" 98-04, 10 - (41) Dave Osborn "RB" 65-75 - (88) Alan Page "DT" 67-78 - (28) Adrian Peterson "RB" 07-Presente - (93) John Randle "DT" 90-00 - (28) Ahmad Rashād "WR" 76-82 - (45) Ed Sharockman "CB" 62-72 | - (50) Jeff Siemon "MLB" 72-82 - (26) Robert Smith "RB" 93-00 - (55) Scott Studwell "MLB" 77-90 - (69) Doug Sutherland "DT" 71-81 - (10) Fran Tarkenton "QB" 61-66, 72-78 - (97) Henry Thomas "DT" 87-94 - (53) Mick Tingelhoff "C" 62-78 - (83) Stu Voigt "TE" 70-80 - (84) Gene Washington "WR" 67-72 - (62) Ed White "OG" 69-77 - (85) Sammy White "WR" 78-86 - (93) Kevin Williams "DT" 03-13 - (26) Antoine Winfield "CB" 04-12 - (60) Roy Winston "OLB" 62-76 - (73) Ron Yary "OT" 68-81 - (65) Gary Zimmerman "OT" 86-92 |  |

Fonte: vikings.com

### Squadra ideale del Mall of America Field (2013)
Il 12 dicembre 2013 i Vikings pubblicarono la formazione ideale del Mall of America Field at the H. H. H. Metrodome, formata dai migliori giocatori che hanno vestito la maglia della franchigia nell'arco di tempo compreso tra il 1982, prima stagione del disputata nello stadio di Minneapolis, e il 2013, ultima stagione prima della sua demolizione. I voti furono espressi online, per circa 5 mesi, direttamente dai tifosi, mentre la squadra (composta da 12 giocatori della formazione offensiva, 11 di quella difensiva, 4 degli special team e da un capo allenatore) fu premiata durante l'intervallo della gara di settimana 14 tra Vikings ed Eagles.
| Offensive Team - (11) Daunte Culpepper "QB" - (28) Adrian Peterson "RB" - (26) Robert Smith "RB" - (81) Anthony Carter "WR" - (80) Cris Carter "WR" - (84) Randy Moss "WR" - (83) Steve Jordan "TE" - (76) Tim Irwin "OT" - (65) Gary Zimmerman "OT" - (76) Steve Hutchinson "OG" - (64) Randall McDaniel "OG" - (78) Matt Birk "C" | Defensive Team - (69) Jared Allen "DE" - (56) Chris Doleman "DE - (93) John Randle "DT" - (93) Kevin Williams "DT" - (52) Chad Greenway "OLB" - (58) Ed McDaniel "OLB" - (55) Scott Studwell "MLB" - (39) Carl Lee "CB" - (26) Antoine Winfield "CB" - (24) Robert Griffith "S" - (47) Joey Browner "S" | Special Team - (12) Percy Harvin "RS" - (5) Chris Kluwe "P" - (8) Ryan Longwell "K" - (81) Chris Walsh "ST" Capo allenatore - Dennis Green "HC" |  |

### Numeri ritirati
In oltre 50 anni di storia i Vikings hanno ufficialmente ritirato 6 numeri. Di questi 6 Vikings, 4 fanno parte della Pro Football Hall of Fame.

## Palmarès
- Campionati NFL: 1

1969
- Titoli NFC: 3

1973; 1974; 1976
- Titoli divisionali: 20

1968; 1969; 1970; 1971; 1973; 1974; 1975; 1976; 1977; 1978; 1980; 1989; 1992; 1994; 1998; 2000; 2008; 2009; 2015; 2017; 2022

## Record e statistiche

### Record NFL
- Maggior numero di conversioni da 2 punti in una stagione, 6 (1997)
- Maggior numero di partite consecutive con 300 o più yard guadagnate, 36 (2002-2004)
- Minor numero di tentativi di corsa in una gara, 6 in Arizona Cardinals vs. Minnesota Vikings, (26/Nov/2006)
- Maggior numero di partite con 50 o più punti segnati in una stagione, 3
- Maggior numero di tentativi di passaggio in una stagione, 709 (1981)
- Maggior numero di tentativi di passaggio da parte di entrambe le squadre in una gara, 112 in Minnesota Vikings vs New England Patriots, (13/Nov/1994)
- Maggior numero di passaggi completati da entrambe le squadre in una gara, 71 in New England Patriots (45) vs Minnesota Vikings (26), (13/Nov/1994)
- Maggior numero di passaggi da touchdown effettuati da una singola squadra in una gara, 7 in Baltimore Colts vs Minnesota Vikings, (28/Set/1969)
- Maggior numero di fair catch in una gara, 7 in Minnesota Vikings vs. Dallas Cowboys, (25/Set/1966)
- Maggior numero di touchdown messi a segno con kickoff returns da entrambe le squadre in una gara, 3 in Baltimore Ravens (2) vs Minnesota Vikings (1), (13/Dic/1998)
- Maggior numero di fumble propri e avversari recuperati in una stagione, 58 (1963)
- Maggior numero di fumble avversari recuperati in una stagione, 31 (1963)
- Maggior numero di touchdown messi a segno con fumble propri ed avversari da entrambe le squadre in una gara, 3 in Detroit Lions (2) vs Minnesota Vikings (1), (9/Dic/1962)
- Maggior numero di touchdown concessi con punt return in una stagione, 4 (2008)
- Maggior numero di touchdown concessi con kickoff returns in una stagione, 4 (2008)
- Maggior numero di fumble avversari in una stagione, 50 (1963)

Fonte: NFL.com Archiviato il 20 ottobre 2013 in Internet Archive.

## Tifoseria

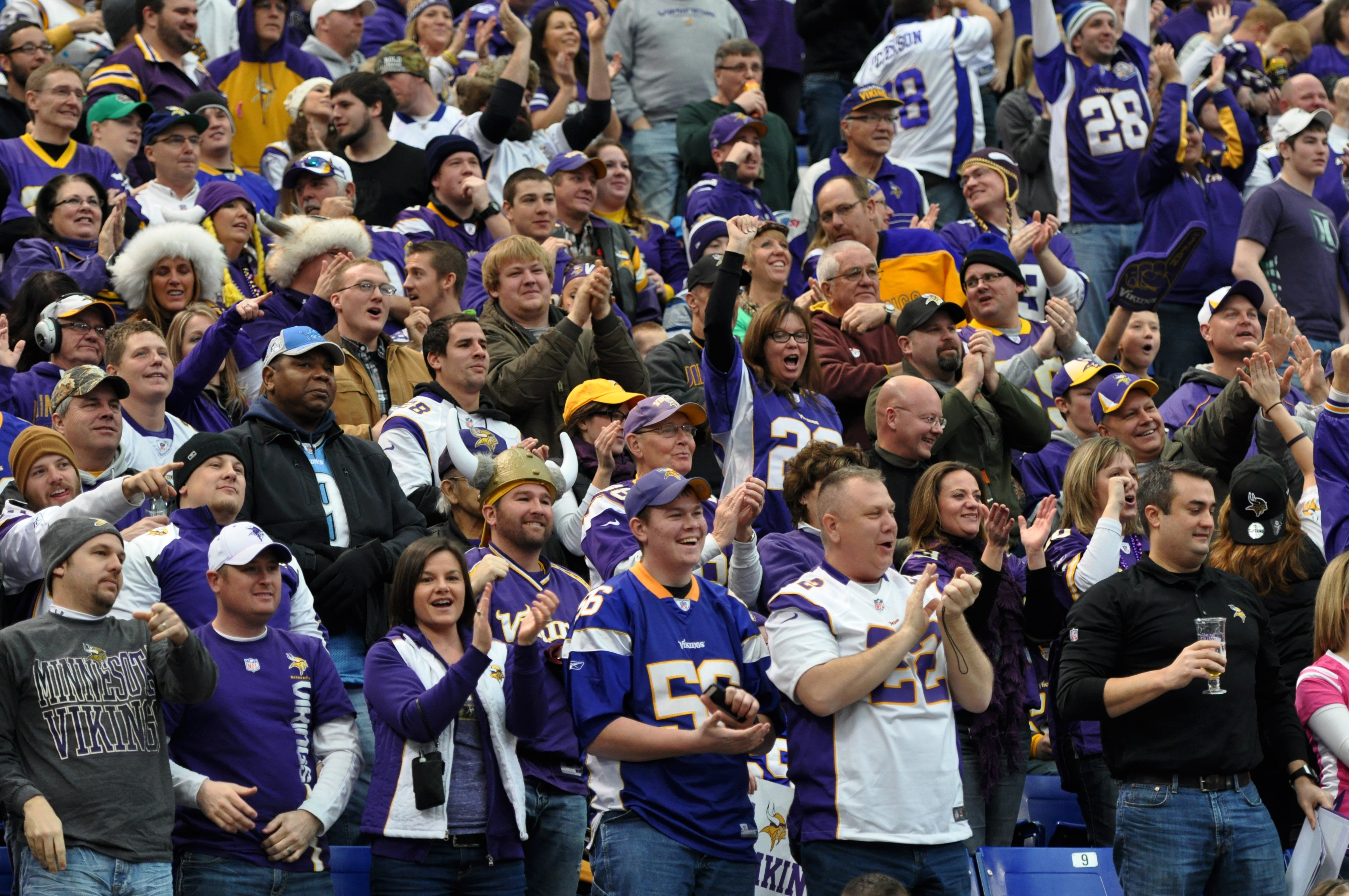
Tifosi dei Vikings sugli spalti del Metrodome.

I Minnesota Vikings, secondo il più recente sondaggio di settore condotto dalla società di ricerca Harris Interactive e pubblicato nell'ottobre del 2013, risultano essere al 13º posto tra le franchigie più popolari negli Stati Uniti. In particolare secondo la società con sede a Rochester, essi sono passati dall'essere la 14ª squadra preferita tra le franchigie della NFL nel 1998, per raggiungere l'8º posto nel 2010 ed il 9º (pari merito con i New York Jets nel 2011, per poi arrivare all'odierno piazzamento. I dati di tale sondaggio sono tra l'altro compatibili con quelli di un secondo sondaggio, condotto da ESPN Sports Polls e pubblicato ad inizio 2012, secondo cui i Vikings risultavano essere al 14º posto tra le franchigie più popolari negli Stati Uniti, avendo raccolto il 2,2% del campione esaminato.
Secondo uno studio effettuato da Facebook Data Science e pubblicato all'inizio del 2013, basato sulle iscrizioni dei cittadini americani alle varie pagine ufficiali delle franchigie della NFL sul popolare social network, tali tifosi, sebbene dislocati in maggioranza nello stato del Minnesota nel quale sono per distacco la squadra più supportata, sono altresì presenti in una nutrita parte di stati limitrofi: nella quasi totalità del Dakota del Nord, in gran parte del Dakota del Sud e dell'Iowa, in piccole aree del Nebraska. Essi sono inoltre, al di fuori degli Stati Uniti, la squadra della NFL più tifata nel Canada come emerso dai dati incrociati di 5 sondaggi online effettuati sul tema da altrettante testate giornalistiche canadesi (Calgary Sun, Edmonton Sun, Ottawa Sun, Toronto Sun e Winnipeg Sun) della Sun Media nel 2012: raccogliendo in particolare il 36,43% dei consensi nel sondaggio effettuato dal Winnipeg Sun, i Vikings sono risultati complessivamente primi nel computo totale con il 10,5% delle preferenze.
Notoriamente conosciuti per essere una delle tifoserie più calde della NFL, i supporter dei Vikings giocarono un importante ruolo agli inizi degli anni 2000, quando diedero vita a SavetheVikes.org, un'organizzazione no-profit ed apolitica, volta a promuovere la realizzazione di un nuovo stadio di ultima generazione necessario per far sì che la proprietà decidesse di non trasferire la franchigia in un altro stato della nazione.
Le rivalità più sentite sono, come per tutte le altre squadre della NFL, maggiormente quelle con le proprie avversarie divisionali. La tifoseria rivale d'elezione è storicamente quella dei Green Bay Packers: acuitasi nella seconda metà degli anni 2000 col celeberrimo gesto di mostrare le terga ai tifosi dei Packers da parte di Randy Moss (in risposta proprio ai tifosi di Green Bay, famosi per riservare il medesimo trattamento ai giocatori dei Vikings all'arrivo del loro bus al Lambeau Field) ed ulteriormente inaspritasi con l'ingaggio da parte dei Vikings dell'amato quarterback dei Packers Brett Favre, tale rivalità affonda le proprie radici agli inizi degli anni sessanta, quando i neonati Vikings di Van Brocklin e gli affermati Packers di Lombardi cominciarono a fronteggiarsi nei primissimi incontri divisionali. Da allora essa è progressivamente cresciuta sino a divenire secondo molti la più calda a livello divisionale e in generale una tra le più accese di tutta la NFL, tanto che per ambedue gli schieramenti numerosi sono gli arresti e le espulsioni di tifosi dallo stadio registrati negli ultimi anni in occasione degli incontri tra le due squadre. Molto sentita, anche se in misura minore rispetto a quella con i Packers, è anche la rivalità con i Chicago Bears, prima a nascere relativamente ai Vikings, che proprio contro i Bears ebbero il loro debutto vincente in NFL. Essa ebbe il culmine della sua intensità soprattutto a cavallo tra gli anni settanta ed ottanta, vedendo accesi protagonisti tifosi e bandiere delle due fazioni come ad esempio nel 1978 quando Fran Tarkenton etichettò come "pazzi" e "malati" i tifosi dei Bears che dagli spalti auguravano un infortunio al running back dei Vikings Chuck Foreman o come quando nel 1982 il capo allenatore dei Bears Mike Ditka insultò i minnesotani definendo il loro Metrodome "a roller dome" (it. una pista per pattini a rotelle). Con i Detroit Lions invece la rivalità rimane più su un piano prettamente agonistico.

## La squadra
| Roster dei Minnesota Vikings |
| --- |
| Quarterback - 14 Sam Darnold - 12 Nick Mullens - 19 Brett Rypien Running Back - 32 Ty Chandler - 30 C.J. Ham FB - 33 Aaron Jones Wide Receiver - 3 Jordan Addison - 8 Trishton Jackson - 18 Justin Jefferson - 83 Jalen Nailor - 4 Brandon Powell - 11 Trent Sherfield Tight End - 86 Johnny Mundt - 34 Nick Muse - 84 Josh Oliver Offensive Linemen - 56 Garrett Bradbury C - 64 Blake Brandel G - 71 Christian Darrisaw T - 69 Dan Feeney G - 67 Ed Ingram G - 65 Michael Jurgens C - 75 Brian O'Neill T - 76 David Quessenberry T - 78 Walter Rouse T Defensive Linemen - 90 Jonathan Bullard DE - 97 Harrison Phillips NT - 61 Jalen Redmond DE - 50 Levi Drake Rodriguez DE - 94 Taki Taimani NT - 99 Jerry Tillery DE Linebacker - 6 Brian Asamoah ILB - 51 Blake Cashman ILB - 58 Jonathan Greenard OLB - 54 Kamu Grugier-Hill ILB - 91 Patrick Jones II OLB - 0 Ivan Pace Jr. ILB - 15 Dallas Turner OLB - 43 Andrew Van Ginkel OLB - 52 Jihad Ward OLB Defensive Back - 24 Camryn Bynum FS - 21 Akayleb Evans CB - 2 Stephon Gilmore CB - 1 Shaquill Griffin CB - 26 Theo Jackson FS - 29 Dwight McGlothern CB - 44 Josh Metellus SS - 23 Fabian Moreau CB - 7 Byron Murphy CB - 22 Harrison Smith SS - 20 Jay Ward SS Special Team - 42 Andrew DePaola LS - 16 Will Reichard K - 17 Ryan Wright P Lista delle riserve - 5 Mekhi Blackmon CB (IR) - 63 Jeremy Flax T (IR) - 87 T.J. Hockenson TE (PUP) - 45 Jordan Kunaszyk ILB (IR) - 9 J.J. McCarthy QB (IR) - 59 Gabriel Murphy OLB (IR-DRF) - 66 Dalton Risner G (IR-DRF) - 36 NaJee Thompson CB (IR) Squadra di allenamento - 68 Henry Byrd G - 55 Andre Carter II OLB - 40 Dallas Gant ILB - 37 Myles Gaskin RB - 13 N'Keal Harry TE - 81 Lucky Jackson WR - 63 Ricky Lee T - 28 Bobby McCain FS - 35 Sammis Reyes TE - 98 Bo Richter OLB - 79 Tyrese Robinson G - 36 Zavier Scott RB - 89 Thayer Thomas WR - 85 Robert Tonyan TE - 38 Jaylin Williams CB - 92 Jonah Williams DE - 25 Nahshon Wright CB Roster aggiornato al 8 settembre 2024 53 attivi, 8 inattivi, 16 nella squadra di allenamento |
| Legenda - I rookie sono in corsivo. - Il primo ruolo è il principale mentre gli eventuali successivi indicano i ruoli secondari. - (IR) sta per Injured Reserve ed indica la lista ristretta per un solo giocatore infortunato che può tornare ad allenarsi dopo la settimana 6 e a rientrare in prima squadra dopo che questa ha giocato 8 partite. - (NF-Inj.) / (NF-Ill.) stanno rispettivamente per Non-Football Injured e Non-Football Illness ed indicano le liste dove viene inserito un giocatore che ha un infortunio o una malattia non dipendente dal football americano. - (PUP) sta per Physically Unable to Perform ed indica la lista dove viene inserito un giocatore mentre è in attesa di recuperare la condizione fisica. Nella stagione regolare dopo la sesta partita giocata dalla propria squadra, il giocatore ha tempo tre settimane per riprendere ad allenarsi, più tre settimane aggiuntive dal suo rientro agli allenamenti per rientrare in prima squadra. |

## Videografia
- 2011 - (EN)  America's Game: The Missing Rings, M4v (5 episodi), NFL Films, Stati Uniti d'America
- 2010 - (EN)  History of the Minnesota Vikings, DVD (x2), NFL Productions, Warner Bros., Stati Uniti d'America
- 2009 - (EN)  Minnesota Vikings 5 Greatest Games, DVD (x5), NFL Productions, Warner Bros., Stati Uniti d'America
- 2010 - (EN)  NFC Championship: Minnesota Vikings vs New Orleans Saints, DVD, NFL Productions, Warner Bros., Stati Uniti d'America
- 2003 - (EN)  Super Bowl I-X, DVD (x5), NFL Productions, Warner Bros., Stati Uniti d'America
- 2003 - (EN)  Super Bowl XI-XX, DVD (x5), NFL Productions, Warner Bros., Stati Uniti d'America